# (9989) 1997 SG16
A (9989) 1997 SG16 a Naprendszer kisbolygóövében található aszteroida. N. Kawasato fedezte fel 1997. szeptember 27-én.